# Skulpturenpfad Esens
Der Skulpturenpfad Esens verbindet sieben Kunstwerke in der ostfriesischen Stadt Esens. Die Skulpturen des Skulpturenweges beschäftigen sich mit der Geschichte der Stadt Esens, der Lage zur Nordseeküste und dem Tourismus.

## Zugehörige Skulpturen
- Windspiel von Ida Oelke, Esens
- Erkenntnis von Hartwig Doden, Sandkrug
- Justus Wetter von Axel Schenker, Wangerland
- Kommendes und gehendes Wasser von Hans und Jost Stange, Großheide – Westerende
- Miteinander – Zueinander von Rita Westermann, Oldenburg
- Lampenturm von Traute Ohlenbusch, Lübeck
- Der Brunnen von Ivo Goshmann, Lüneburg

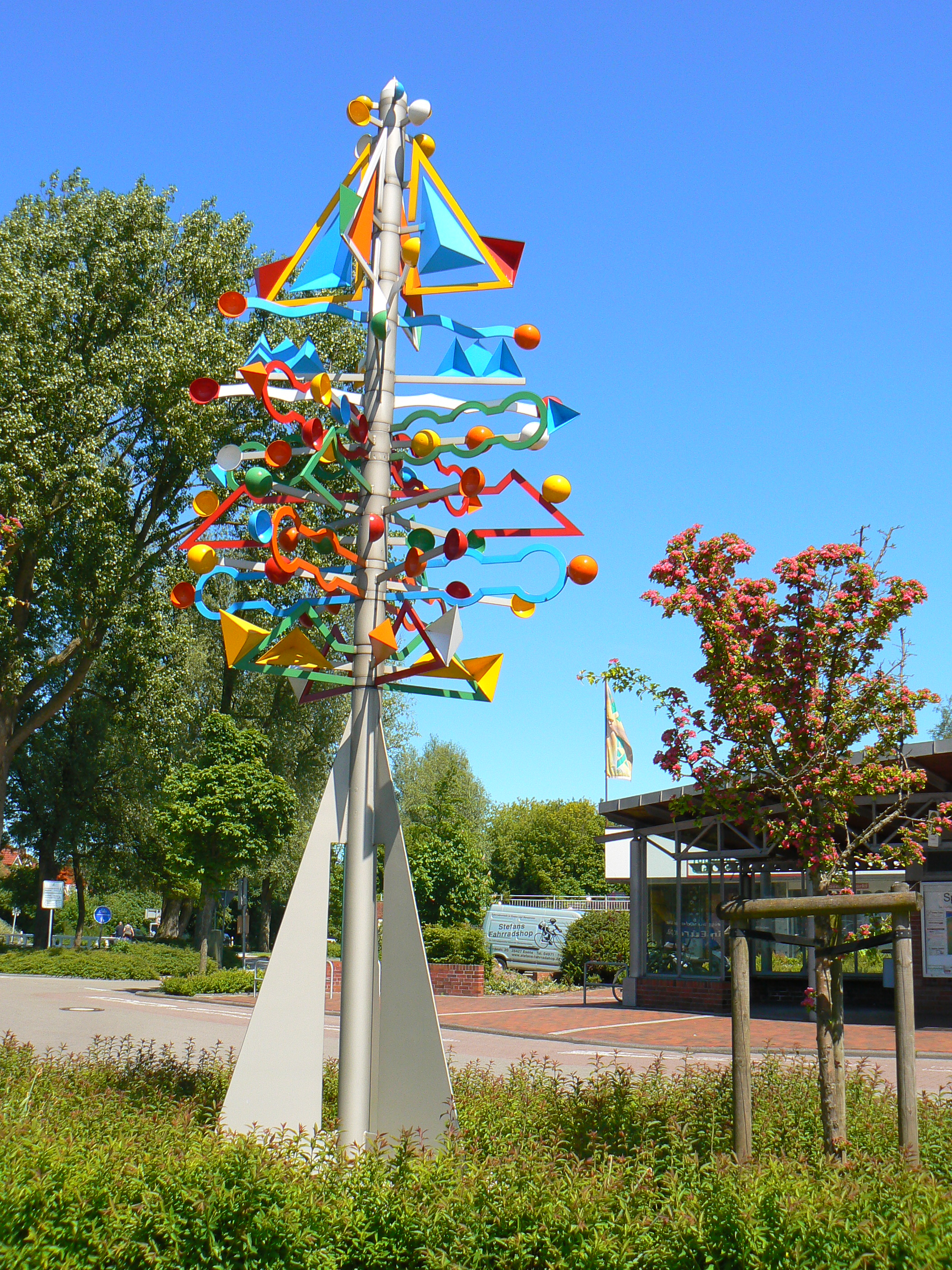
Windspiel Ida Oelke
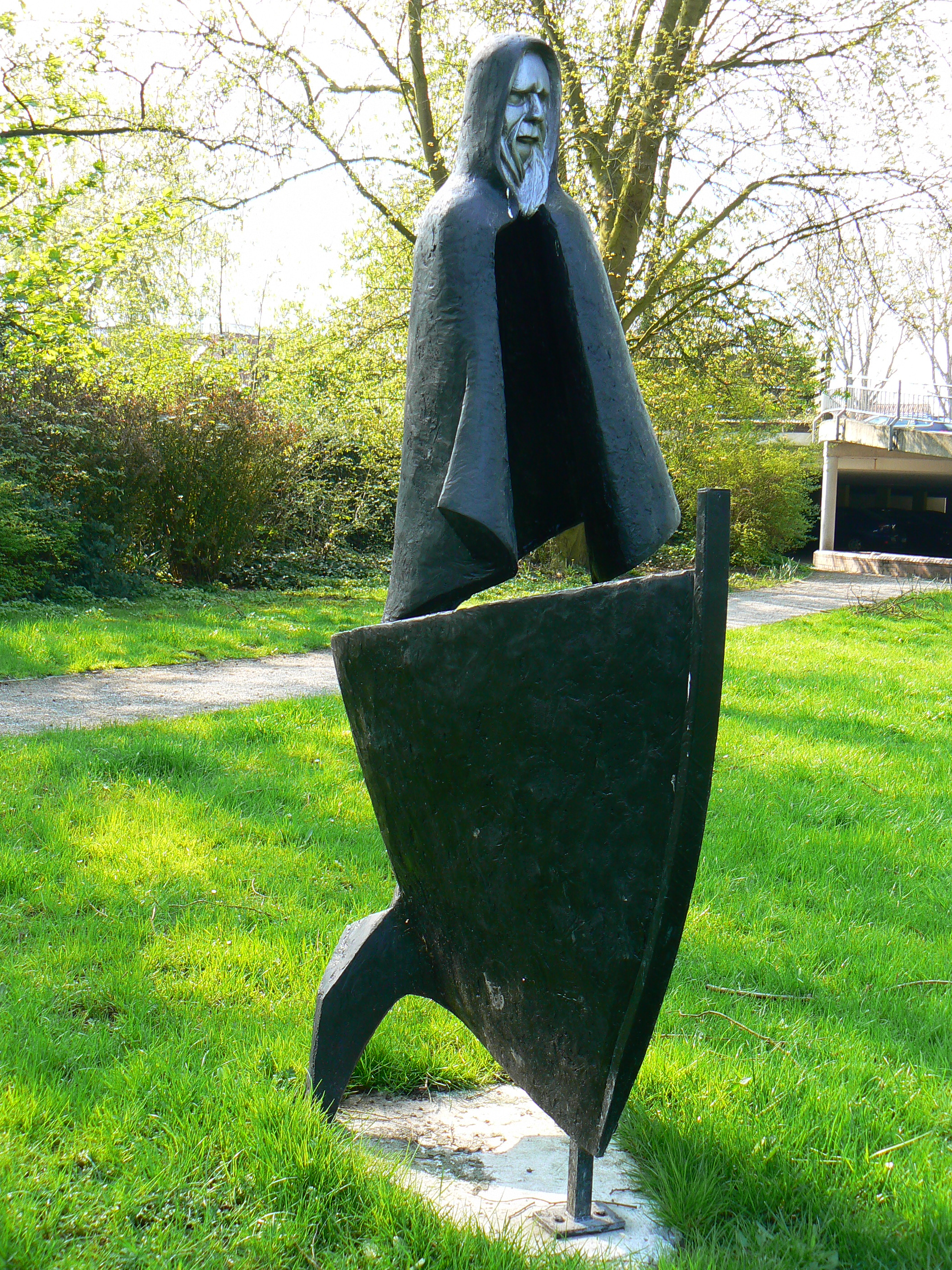
Justus Wetter Axel Schenker
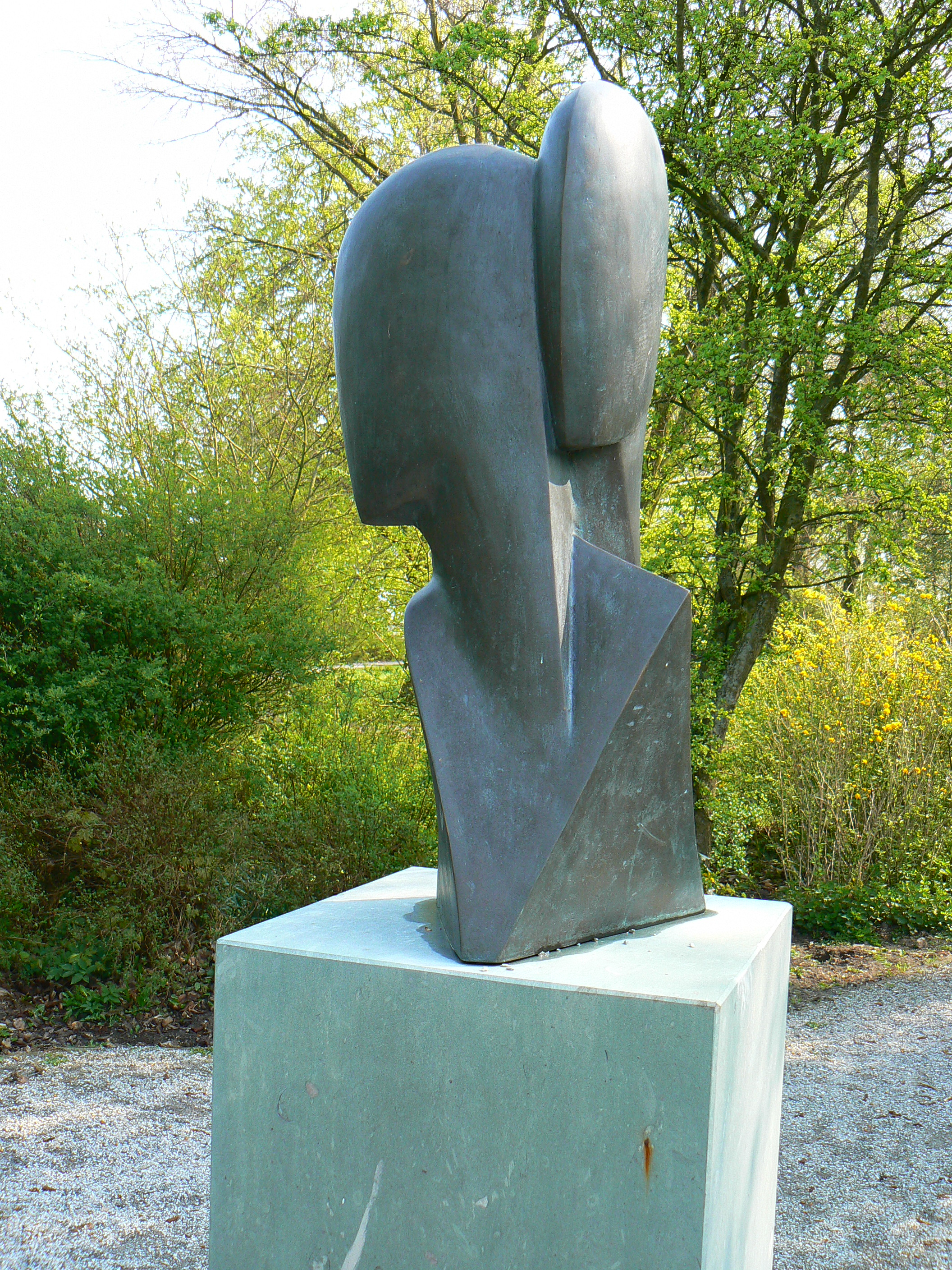
Miteinander – Zueinander Rita Westermann
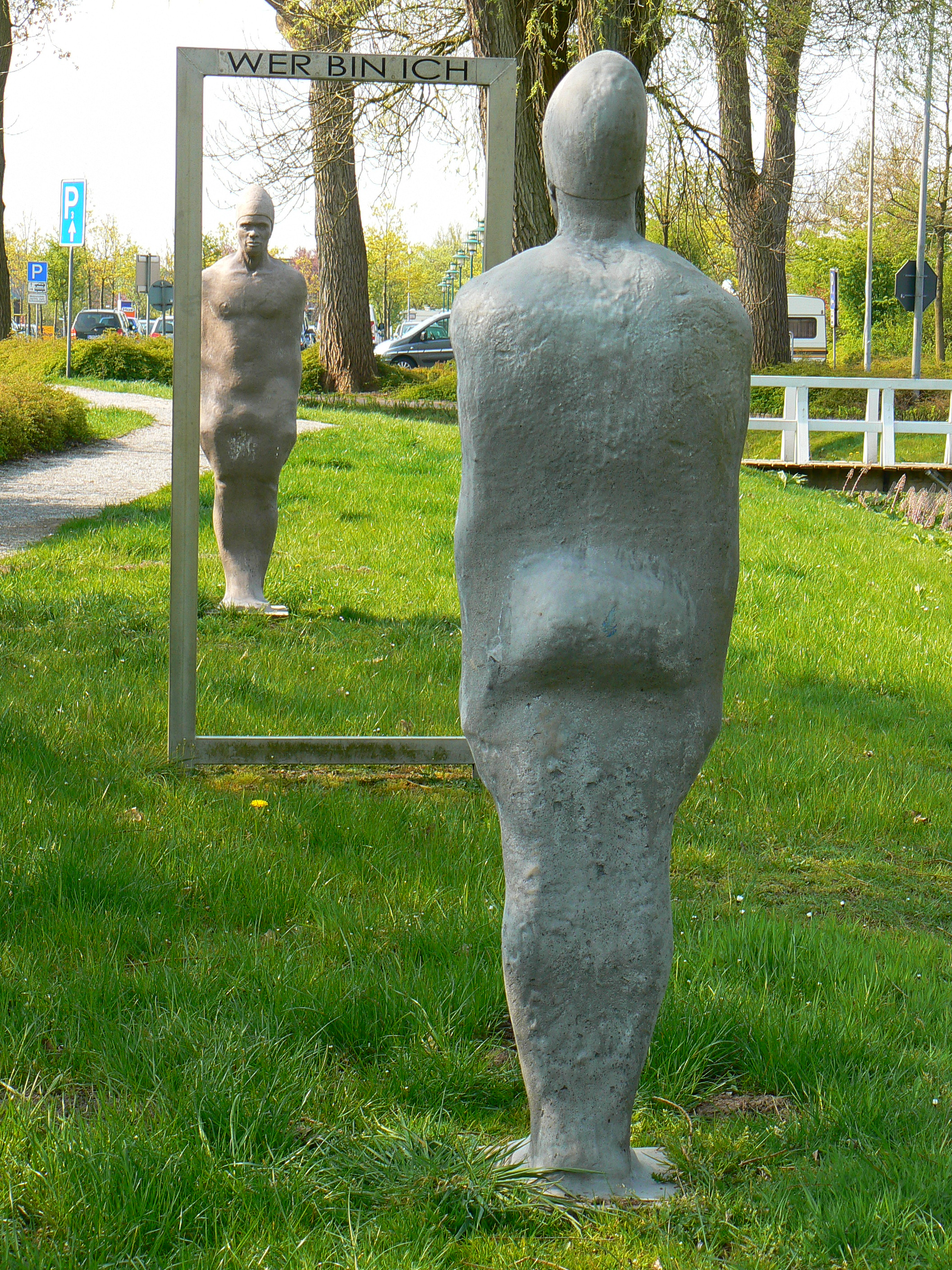
Erkenntnis Hartwig Doden
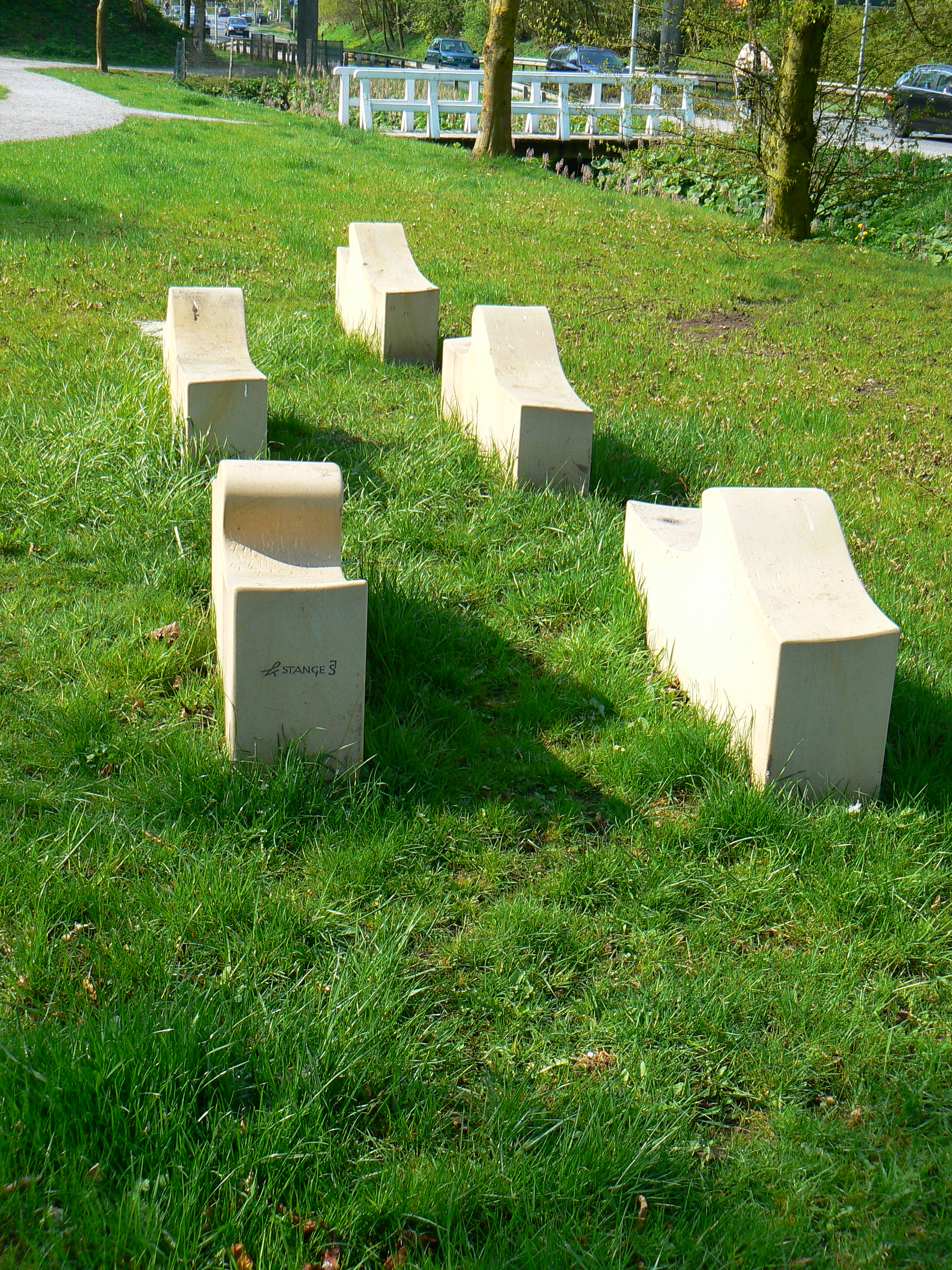
Kommendes und gehendes Wasser Hans und Jost Stange
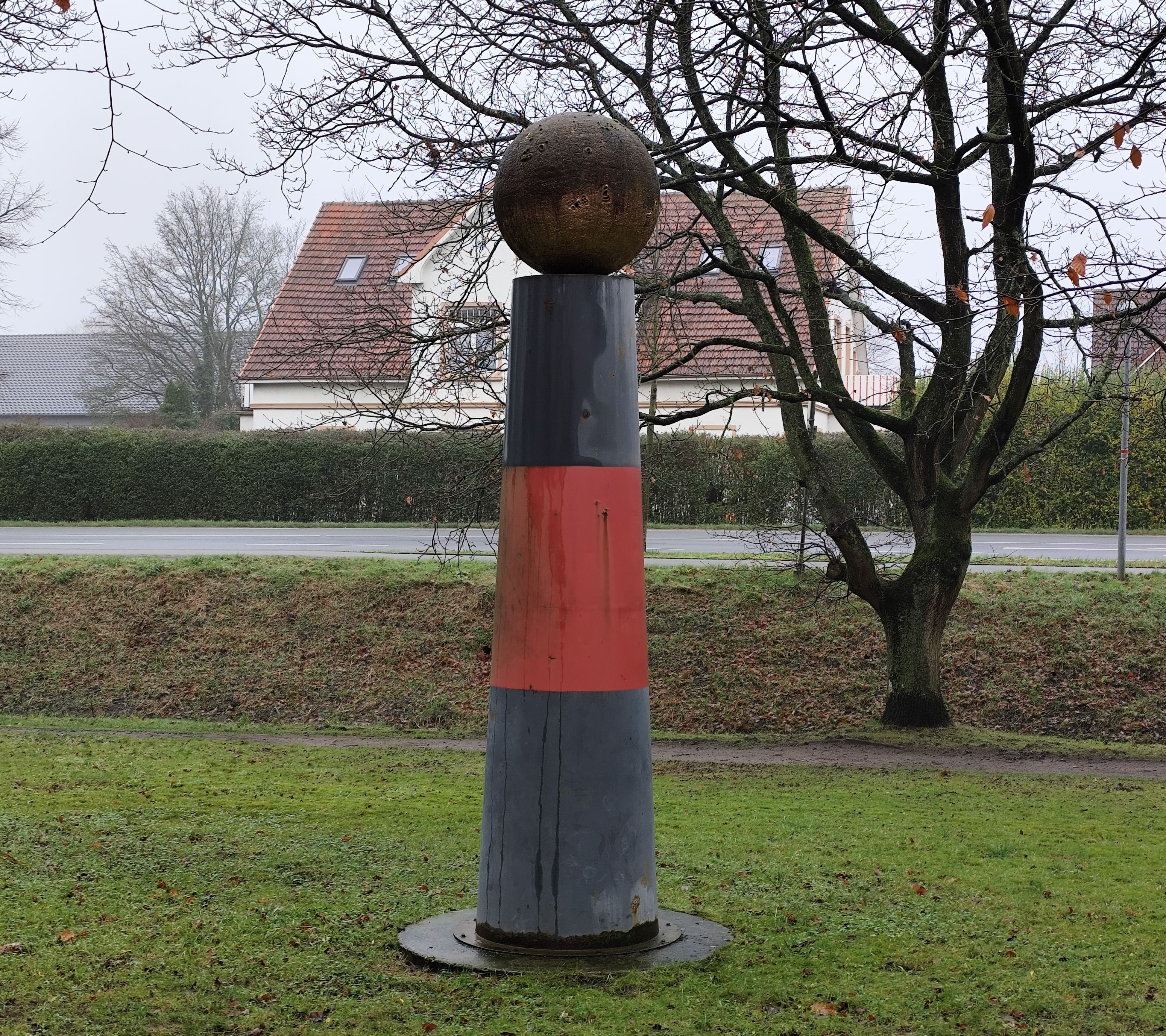
Lampenturm Traute Ohlenbusch
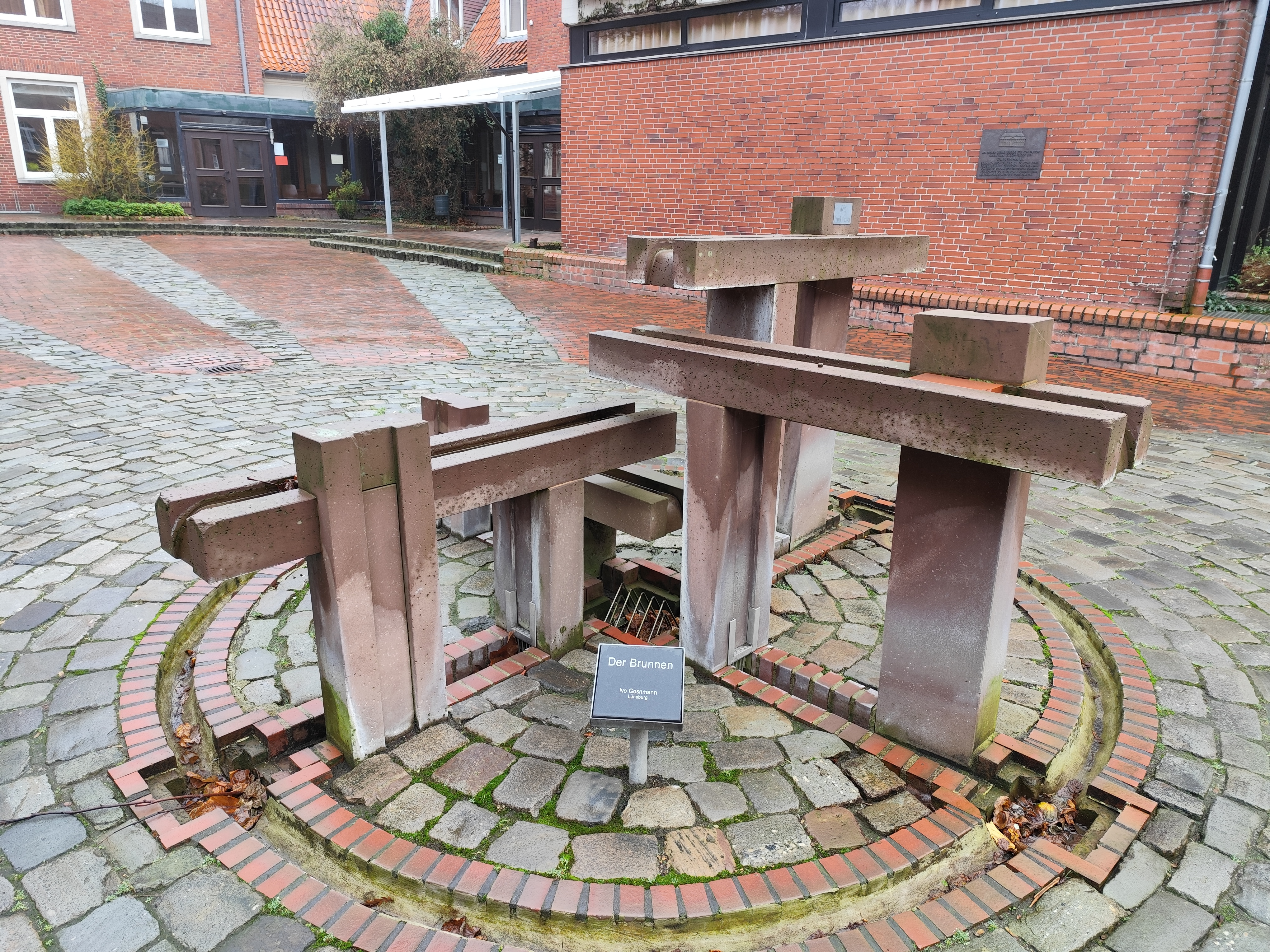
Der Brunnen Ivo Goshmann